# Кларктон (Мисури)
Кларктон (енгл. Clarkton) град је у америчкој савезној држави Мисури.

## Демографија
По попису из 2010. године број становника је 1.288, што је 42 (-3,2%) становника мање него 2000. године.
| Група             | 2000.         | 2010.         |
| Белци             | 1.195 (89,8%) | 1.070 (83,1%) |
| Афроамериканци    | 60 (4,5%)     | 65 (5,0%)     |
| Азијати           | 2 (0,2%)      | 0 (0,0%)      |
| Хиспаноамериканци | 47 (3,5%)     | 126 (9,8%)    |
| Укупно            | 1.330         | 1.288         |